# Бабиці (Освенцимський повіт)
Бабиці (пол. Babice) — село в Польщі, у гміні Освенцим Освенцимського повіту Малопольського воєводства.
Населення — 1824 особи (2011).

## Історія
У 1975-1998 роках село належало до Бельського воєводства, підпорядковувалося районній адміністрації в Освенцимі.

## Демографія
Демографічна структура станом на 31 березня 2011 року:
|          | Загалом | Допрацездатний вік | Працездатний вік | Постпрацездатний вік |
| -------- | ------- | ------------------ | ---------------- | -------------------- |
| Чоловіки | 900     | 161                | 630              | 109                  |
| Жінки    | 924     | 183                | 528              | 213                  |
| Разом    | 1824    | 344                | 1158             | 322                  |